# 니호촌 (히로시마현)
니호촌(仁保村)은 히로시마현 아키군에 존재했던 촌이다. 1929년 4월 1일, 히로시마시에 편입합병해 소멸하였다. 1917년까지 개칭 전에는 니호지마촌이였다.

## 역사
- 1889년 4월 1일 - 정촌제 시행에 의해 아키군 니호시마촌이 설치되었다.
- 1917년 8월 3일 - 니호촌으로 개칭되었다.
- 1929년 4월 1일 - 히로시마시에 편입해 소멸하였다.

## 교통

### 철도
- 철도성
  - 우시나선

## 관련서적
- 仁保村役場『仁保村志』 1929年
- 広島市立仁保小学校『かおり：創立百周年記念誌』 1972年
- 『広島県の地名』（日本歴史地名大系 第35巻） 平凡社、1982年
- 『角川日本地名大辞典 第34巻 ： 広島県』 角川書店、1987年 ISBN 4040013409